# Hans Merkel (Jurist, 1902)
Hans Friedrich Wilhelm Merkel (geb. 3. November 1902 in Fürth, Deutschland; gest. 14. Juli 1993 in Augsburg, Deutschland) war ein deutscher Jurist im nationalsozialistischen Deutschland und in der Bundesrepublik Deutschland.

## Leben
Hans Merkels Eltern waren der Oberlandesgerichtsrat Hans (Karl Siegmund) Merkel (1867–1940) und Wilhelmine Minna Müller (1873–1945). Er hatte zwei ältere Brüder: Konrad Johann Christoph Merkel (1897–1974) und Friedrich Siegmund Hans Merkel (1899–1974).
Hans Merkel studierte Rechtswissenschaften in Würzburg und Marburg und legte im Juni 1928 das Zweite Staatsexamen mit „gut“ ab. Seit dem Studium war er Mitglied der Studentenverbindung AMV Würzburg. Hans Merkel promovierte mit einer Arbeit über „Das gemeinschaftliche Testament der Ehegatten“ mit der Bestnote summa cum laude. 1922 wurde er Mitglied der Anthroposophischen Gesellschaft. Außerdem war er Mitglied der stark anthroposophisch geprägten evangelischen Bewegung Die Christengemeinschaft. Der Gründer der Christengemeinschaft Friedrich Rittelmeyer hatte Hans Merkel persönlich konvertiert. Von 1925 bis 1930 leitete Merkel den Zweigverband der Anthroposophischen Gesellschaft in Augsburg. Er unterhielt enge Verbindungen zu führenden Personen der anthroposophischen Bewegung.

### 1927 bis 1934 in Augsburg
Seit 1927 arbeitete Hans Merkel als Referendar, dann als Anwalt, in der alteingesessenen Augsburger Wirtschaftskanzlei der Justizräte Arnold Oehler und Adolf Deiler. Trotz seiner guten Examensnoten und seiner herausragenden Promotion hatte Merkel bewusst keine Beamtenlaufbahn angestrebt. Zunächst befasste sich Hans Merkel mit Spezialfragen des Brauereirechts. Seit den frühen 1930er Jahren verlegte sich Merkel auf Fragen des allgemeinen Wirtschaftsrechts und der landwirtschaftlichen Marktregelung. Große Anerkennung in Fachkreisen erhielt Merkel, als er in den Jahren 1932 bis 1934 das juristisch schwierige Konkursverfahren der Centralmolkerei Augsburg ohne Verluste für die Gläubiger durchführte und dann federführend allgemeine organisatorische Fragen der Molkereiwirtschaft in Augsburg und Umgebung löste. Erste Erfahrungen mit planwirtschaftlichen Regelungen machte Merkel bei der Gründung des Zwangskartells „Oberbayerischer Milchversorgungsverband“, eine zentrale Wegmarke für Merkels spätere Karriere im Reichsnährstand. Merkel charakterisierte den Verband als „Selbstverwaltung der Wirtschaft unter staatlicher Oberaufsicht“, eine Formulierung die Merkel später fast wortwörtlich für das Wesen des Reichsnährstand übernehmen sollte.

### Im Nationalsozialismus
Durch seine Rolle bei der Reorganisierung der schwäbischen Milchwirtschaft soll Hans Merkel dem Reichsminister für Ernährung und Landwirtschaft Walther Darré und dessen Mitarbeiter Hermann Reischle aufgefallen sein. Ende Juni oder im September 1934 wurde Merkel in das Stabsamt des Reichsnährstandes berufen. Ihm wurde eine zukünftige Stelle als Hochschullehrer an der Universität Berlin zugesichert. Hans Merkel leitete als Nachfolger von Wilhelm Saure die Abteilung für Marktrecht in der für Rechtsfragen zuständigen Hauptabteilung im Stabsamt des Reichsnährstandes. Das Stabsamt war organisatorisch die wichtigste Unterabteilung des Reichsnährstandes, die sich primär mit der politisch-ideologischen Gesamtkonzeption der deutschen Agrarpolitik im Sinne Walther Darrés befasste. Als im April 1936 das Stabsamt reformiert wurde, stieg Merkel zum Leiter der zur Hauptabteilung II (Recht und Wirtschaft) zusammengefassten Rechts- und Wirtschaftsabteilungen auf. Da die Akten des Reichsnährstandes durch Kriegseinwirkung weitgehend vernichtet wurden, kann Merkels Rolle als Jurist im Reichsnährstand zum großen Teil nicht rekonstruiert werden.
Zum 23. April 1936 trat Hans Merkel als Untersturmführer der SS bei (SS-Nummer 276.329). Zum 20. April 1939 wurde er SS-Sturmbannführer und war als SS-Führer dem Stab des Rasse- und Siedlungshauptamtes zugeordnet. Bei der Bewerbung Merkels bei der SS sprach sich der untersuchende Arzt Dezember 1935 aus gesundheitlichen Gründen gegen seine Aufnahme in die SS aus. Walther Darré intervenierte daraufhin persönlich bei Heinrich Himmler. Merkel könne als einziger die Ausrichtung der Bauernschaft auf dem Gebiet des Rechts im Sinne der SS durchführen. Im April 1937 stellte Merkel einen Antrag auf Aufnahme in die NSDAP, der aber abgelehnt wurde. Ein erneuter Antrag Merkels wurde, wie Merkel mündlich mitgeteilt wurde, am 10. Juni 1940 angenommen. Aufgrund eines Verhörs durch die Gestapo wurde diese mündliche Zusage wegen Merkels Verbindungen zur Anthroposophie wieder rückgängig gemacht.
1936 verleugnete Hans Merkel in seinem SS-Lebenslauf Verbindungen zur Anthroposophie. In Wirklichkeit setzte er sich aber für die Anerkennung anthroposophischer Ansichten im Reichsnährstand ein und konnte auch Walther Darré für eine biologisch-dynamische Wirtschaftsweise gewinnen. Zusammen mit dem Landwirt Erhard Bartsch gründete und leitete er als Tarnorganisation im Frühjahr 1940 den Demeter Haus Verein zur Propagierung der anthroposophischen Lebensweise. Der Verein entwickelte eine intensive Schulungs- und Lehrtätigkeit. 1941 wurde der Verein im Rahmen einer gegen Walther Darré gerichteten Intrige verboten und zahlreiche enge Mitarbeiter Darrés verhaftet. Merkel selbst wurde nur kurz von der Gestapo verhört. Allerdings durfte er nicht mehr als Herausgeber des Publikationsorgans des Reichsnährstandes fungieren.
1942 wurde Hans Merkel im Zuge einer allgemeinen Verwaltungsreorganisation und -vereinfachung des Reichsnährstandes zu Beginn der 1940er Jahre zum Leiter der Rechtsabteilung im Reichsnährstand ernannt. Außerdem wurde er von Walther Darré persönlich unter dem Vorwand eines kriegswichtigen Auftrages zum geschäftsführenden Präsidenten der für die Erforschung der agrarpolitischen Maßnahmen in der Zeit nach Kriegsende geschaffenen Studiengesellschaft für Deutsche Wirtschaftsordnung unter vollen Bezügen eines Hauptabteilungsleiter weiter angestellt und blieb vom Militärdienst befreit. Als 1943 alle früheren Hauptabteilungsleiter des Stabsamtes endgültig ihre Kündigung durch den Reichsnährstand erhielten, wurde Merkel als einziger von ihnen im Reichsnährstand weiterbeschäftigt und übte bis Kriegsende als Leiter der Rechtsabteilung des Reichsnährstandes faktisch die gleiche Funktion wie zuvor aus.
Nachdem sich 1938 das Angebot, den Lehrstuhl des Wirtschaftswissenschaftlers Othmar Spann an der Universität Wien zu übernehmen, wegen fehlender Freigabe durch den Reichsnährstand zerschlagen hatte, verlieh ihm die Universität Berlin 1943 für seine wissenschaftlichen Leistungen den Titel „jur. habil“ und ernannte ihn zum Dozenten für Bauern-, Boden- und Wirtschaftsrecht. Allerdings beschränkte sich Merkels akademische Tätigkeit aufgrund der schweren Bombenangriffe auf Berlin auf nur wenige Vorlesungsstunden.

### Nachkriegszeit
Kurz vor Kriegsende 1945 floh Hans Merkel zu seiner Familie in die „Reichsbauernstadt“ Goslar. Von Dezember 1945 bis Februar 1947 war er in verschiedenen Gefangenenlagern in der britischen Zone interniert. Dank mehrerer Erklärungen Walther Darrés und anderer früherer Mitarbeiter durchlief Merkel problemlos das Spruchgerichts- bzw. das anschließende Entnazifizierungsverfahren in Goslar. Lediglich das Spruchgericht betonte in einem internen Vermerk, dass die Einstufung als „Entlasteter“ angesichts Merkels hoher Stellung im Reichsnährstand „sehr großzügig“ sei. Dem Entnazifizierungsausschuss der Stadt Goslar standen dagegen verschiedene neue Materialien aus Hans Merkels verlassener Wohnung in Berlin zur Verfügung, wie etwa ein Gruppenbild mit Walther Darré und Heinrich Himmler. Durch das Material sah sich aber der Kreisentnazifizierungsausschuss Goslar-Stadt nicht zu neuen Ermittlungen veranlasst. Man stufte Merkel mit Zustimmung der britischen Militärregierung wegen seiner „Verfolgung“ als Anthroposoph als „entlastet“ ein.

### Juristische Vertretung von Nationalsozialisten
Obwohl von einem Hungerödem als Folge der Internierung geplagt, stellte sich Merkel im März 1948 sofort für die Verteidigung des ehemaligen Reichsministers für Ernährung und Landwirtschaft Walther Darré im Wilhelmstraßen-Prozess zur Verfügung. Bei der Verteidigung ging es Merkel aber nur zum kleineren Teil um die Person Walther Darré, sondern vielmehr um die Verteidigung der deutschen Agrarpolitik im Dritten Reich. In seiner Eröffnungsrede im Wilhelmstraßen-Prozess betonte Merkel dann auch auf einer geschichtlichen Mission zu sein. Im Schlussplädoyer verharmloste Merkel Walther Darrés Antisemitismus und die Blut-und-Boden-Ideologie als auf alte Traditionen beruhende Ideen. Ausführlich verteidigte Merkel die Marktordnung und stellte durch den Hinweis auf ähnliche Steuerungen der Wirtschaft in anderen Ländern diese als übliche Maßnahme zu dieser Zeit dar. Unter ausführlicher Zitierung von Getreidestatistiken des Reichsernährungsministeriums wollte er aufzeigen, dass der deutsche Getreideimport weit hinter dem der Kriegsgegner zurückgelegen habe und in der Marktordnung keine Vorbereitung eines Angriffskriegs gesehen werden könne. Hans Merkel verwendete über zwei Drittel seines Schlussplädoyers für die Verteidigung des Reichsnährstandes und der Marktordnung. Die eigentlich gefährlichen Punkte der Anklage gegen Walther Darré handelte Merkel relativ rasch mit Hinweis auf Darrés Entmachtung als Minister und Leiter des Reichsnährstandes ab. Die Germanisierungspolitik in Polen und die Verschleppung von Zwangsarbeitern sei allein auf Himmler und Göring zurückzuführen, im besetzten Polen habe Darré keinen Einfluss gehabt. Es war weniger Merkels Verteidigung des Reichsnährstandes als die schwache Anklage gegen den Mandanten, die Darré letztendlich ein relativ mildes Urteil einbrachte. Die Anklage hatte keinen Beleg vorweisen können, dass Darré an den sogenannten Schlüsselkonferenzen vor Kriegsausbruch beteiligt gewesen war. Das Gericht sah lediglich in einer Anordnung Walther Darrés vom 23. Dezember 1938, die jüdische Besitzer von Land und Forsten gezwungen hatte weit unter den Marktpreisen zu verkaufen, ein Verbrechen gegen die Menschlichkeit und die Mitwirkung Darrés an Umsiedlungsprogrammen in Polen als erwiesen an. Darré wurde zu sieben Jahre Haft verurteilt. Da ihm aber die Internierung seit 1945 angerechnet wurde, sollte er nur noch vier Jahre im Gefängnis in Landsberg verbringen.
1949 vertrat Hans Merkel vor dem Landgericht München I den wegen Euthanasieverbrechen in der Heil- und Pflegeanstalt Eglfing-Haar angeklagten Mediziner Hermann Pfannmüller.
Ab November 1952 vertrat Hans Merkel die Witwe des im Juni 1951 hingerichteten SS-Generals Otto Ohlendorf bei deren Klage um eine Hinterbliebenenrente. Merkel erlitt allerdings mit seiner Argumentation vollkommen Schiffbruch.
Wie andere ehemaliger Anwälte der Nürnberger Prozesse, unter anderem Rudolf Aschenauer oder auch Ernst Achenbach, musste Hans Merkel 1952/1953 das Scheitern seines öffentlichen Eintretens für ihre hochrangigen Klienten aus der NS-Parteiführung beziehungsweise der SS erkennen. Anders als diese Anwaltskollegen suchte allerdings Merkel in der Folge keine Nähe zu rechtsextremen Gruppierungen.
1970 übernahm Merkel die Vertretung eines Angeklagten des sogenannten „Volksschutzes Krčedin“ wegen der mutmaßlichen Tötung mehrerer jugoslawischer Frauen während der deutschen Besatzung. Das Verfahren wurde aber Oktober 1970 vor Eröffnung der Hauptverhandlung wegen Verjährung eingestellt.

### Engagement in Deutschen Anwaltverein
Schon im November 1947 gab es Überlegungen, Hans Merkel in der Agrarverwaltung des Landes Niedersachsens einzusetzen; er ging jedoch für Walther Darré nach Nürnberg. Nach dem Prozess kehrte Merkel in seine alte Kanzlei nach Augsburg zurück und assoziierte sich wieder mit Adolf Deiler.
1950 war Merkel war bei der Neugründung des Augsburger Anwaltsvereins dabei und übernahm von 1950 bis 1963 den Posten des ersten Nachkriegsvorsitzenden. Ebenfalls 1950 kam er in den Beirat des wiedergegründeten Deutschen Anwaltvereins (DAV). 1952 wurde Merkel als Beisitzer in den Gesetzgebungsausschuss des DAV für Bodenrecht berufen und im Folgejahr in den Vorstand des DAV gewählt. 1955 wurde Merkel als zweiter Vertreter des DAV in die Kommission des Bundesjustizministeriums zur Reform der Zivilgerichtsbarkeit berufen und war von 1960 bis 1963 anwaltlicher Beisitzer im Anwaltssenat des Bundesgerichtshofes. Höhepunkt seiner Anwaltskarriere war aber Merkels Wahl zum Präsidenten des Deutschen Anwaltvereins 1963; ein Amt, das er bis 1970 innehatte. Die Vergangenheit Merkels im Dritten Reich wurde in der Nachkriegszeit durch den DAV nicht thematisiert. Selbst der Nachruf des damaligen DAV-Präsidenten Günter Schardey 1993 in der Neuen Juristischen Wochenschrift sprach nur kryptisch davon, dass Merkel „den damals herrschenden agrarpolitischen Ideen und Zielsetzungen nicht fernstand“.
Hans Merkels zweite Karriere war nicht zuletzt auch deswegen möglich, weil er nicht als radikaler Antisemit in Erscheinung getreten war. Antisemitismus war in seinen Schriften immer indirekt verpackt, indem er literarische Kronzeugen wie William Shakespeare oder Ernst Moritz Arndt für sich reden ließ. Merkel vollzog die Wandlung vom „Blut und Boden“-Ideologen zum Förderer jüdischen Lebens in seiner Heimatstadt Augsburg. 1985 holte ihn der Präsident der Israelitischen Kultusgemeinde Julius Spokojny in den Gründungsbeirat des Jüdischen Kulturmuseums Augsburg-Schwabens. Merkel gehörte dann dem Museumsbeirat als Schriftführer an, nachdem er bereits seit vielen Jahren die Augsburger Israelitische Kultusgemeinde zu seinen Mandanten gezählt hatte.

## Familie
Hans Merkel heiratete am 2. August 1938 in Goslar Irmela Boës (1913–2009), mit der er zwei Töchter und zwei Söhne hatte.

## Werke
Hans Merkels Rolle als nationalsozialistischer Wirtschaftstheoretiker lässt sich dank seiner zahlreichen Schriften gut nachvollziehen. Laut dem ehemaligen Kollegen im Reichsnährstand Heinz Haushofer lag Hans Merkels Hauptverdienst in der publizistischen Herausstellung der „ernährungswirtschaftliche[n] Gesamtverantwortung des Reichsnährstandes“. Besonders wirkte Merkel durch zahlreiche Vorlesungen und Vorträge, wie etwa auf den Reichsbauerntagen 1935 und 1936. Hinzu kamen Bücher und Aufsätze. Allein zwischen März 1933 und März 1936 veröffentlichte Merkel 44 Artikel.
Gegenüber diesen zentralen Aufsätzen und Vorträgen zu ideologisch-propagandistischen Ziel- und Grundsatzfragen des Reichsnährstandes stand Merkels wissenschaftliches Werk zurück. Sein Buch „Der Reichsnährstand und die Marktordnung“ war lediglich die Zusammenführung verschiedener Aufsätze Merkels zu Spezialthemen der Marktordnung. Zugleich war er Mitherausgeber der zur damaligen Zeit in Praktikerkreisen populären Loseblattsammlung für Wirtschaftsrecht „Wirtschaftskartei“ und gab selbst die kommentierte Loseblattsammlung „Das Recht der landwirtschaftlichen Marktordnung“ heraus. Viele seiner Buchveröffentlichungen waren für Anfänger gedacht, wie etwa das in sechs Auflagen erschienene „Deutsche Bauernrecht“ oder sein in zwei Auflagen erschienenes Hauptwerk über die „Nationalsozialistische Wirtschaftsgestaltung“, das eine Einführung in die Grundlagen der NS-Wirtschaftsordnung bieten sollte. Seine Bücher wurden zwar in Fachkreisen als von einem kompetenten Fachmann verfasste Publikationen gelobt. Mehr als den Charakter von Einführungen bzw. Kompendien gestanden die Rezensenten Merkels Büchern aber nicht zu. Hans Merkel wurde in der Nachkriegszeit als Wirtschaftstheoretiker vollkommen vergessen. Seine Wirkung im Dritten Reich lag daher in erster Linie in der öffentlichen Propagierung des „lebensphilosophischen“ Bildes einer ständestaatlich-bäuerlichen Gesellschaft mit der „Marktordnung“ als Gegenkonzept zur liberalen Wirtschaftsauffassung.
- Kriegswirtschaft, Planwirtschaft, geordnete Marktwirtschaft. In: Odal. Monatsschrift für Blut und Boden, Jg. 2, Heft 10, April 1934, S. 747–758.
- Nationalsozialistische Wirtschaftsgestaltung. Einführung in ihre wissenschaftlichen Grundlagen. Kohlhammer, Stuttgart 1936.
- Der Reichsnährstand und die Marktordnung. Lehrmittelzentrale des Amtes für Arbeitsführung und Berufserziehung der Deutschen Arbeitsfront, 1936.
- Georg Reichart, Hans Merkel, Oswalt Vopelius: Die Deutsche Milchwirtschaft in der Gegenwart. Deutsche Molkerei-Zeitung, Kempten 1937.
- Die Marktordnung und ihr Recht. Reichsnährstand Verlags-Ges.m.b.H., 1942.
- Deutsches Bauernrecht. Kohlhammer, Leipzig 1944.